# Семпрониано
Семпрониано (итал. Semproniano) — коммуна в Италии, располагается в области Тоскана, в провинции Гроссето.
Население составляет 1307 человек (2008 г.), плотность населения составляет 16 чел./км². Занимает площадь 81 км². Почтовый индекс — 58055. Телефонный код — 0564.
Покровителями коммуны почитаются святые Викентий Сарагосский и Анастасий Персиянин, празднование 22 января.

## Демография
Динамика населения:

## Администрация коммуны
- Официальный сайт: http://www.comune.semproniano.gr.it/